# Căldărușa (okręg Buzău)
Căldărușa – wieś w Rumunii, w okręgu Buzău, w gminie Cernătești. W 2011 roku liczyła 80 mieszkańców.